# Josef Balabán

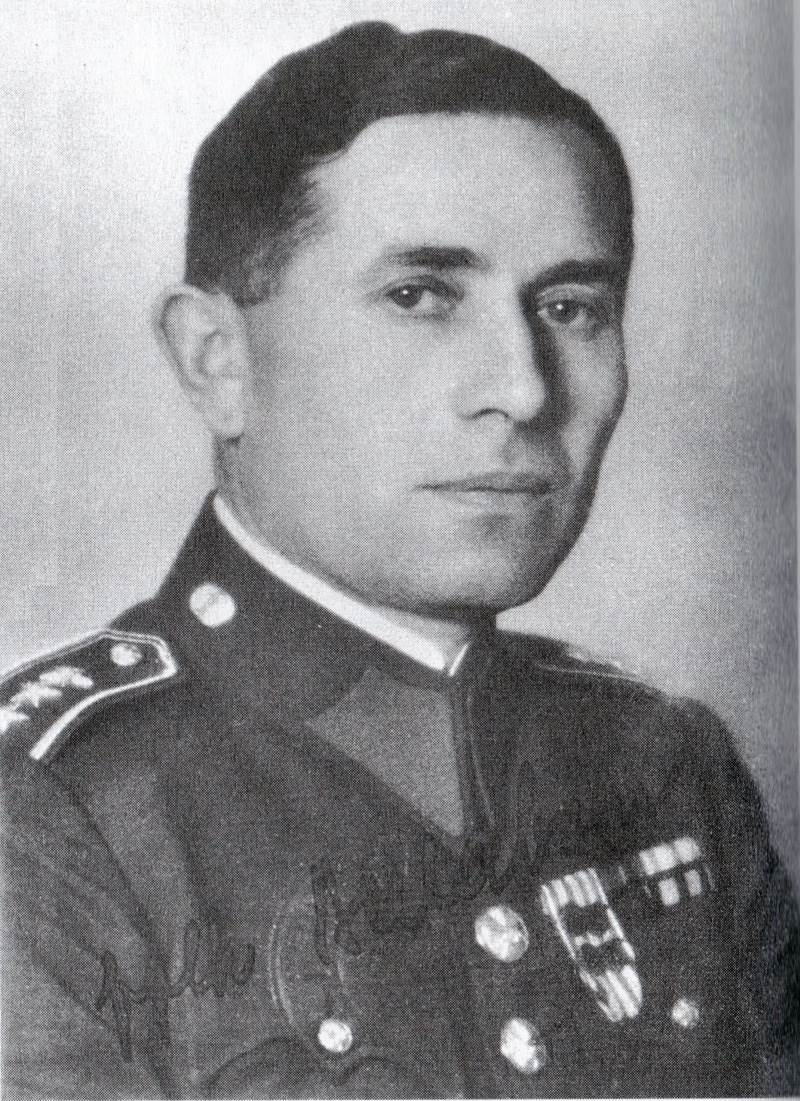
Josef Balabán

Josef Balabán (* 5. Juni 1894 im Forsthaus „Obora“ bei Dobříš; † 3. Oktober 1941 in Prag) war eine Persönlichkeit des tschechoslowakischen Widerstandes 1939–1945 gegen den Nationalsozialismus. Balabán war Soldat, Legionär und Offizier in der Tschechoslowakei. Zusammen mit Josef Mašín und Václav Morávek bildete er die Führung der Widerstandsgruppe Tři králové (Drei Könige), die sich als Teil der ebenfalls aus Militärangehörigen bestehenden Gruppe Obrana národa auf Subversions- und Sabotageakte nicht nur auf dem Gebiet des Protektorats Böhmen und Mähren spezialisierte.
Josef Balabán wurde verhaftet und 1941 hingerichtet. Nach dem Krieg wurde er zum Generalmajor in memoriam befördert.

## Leben
Nach der Grundschule lernte Josef Balabán Schlosser und rückte 1914 in die österreichische Armee ein. 1915 kam er an die Ostfront, desertierte, und nach einer Internierung meldete er sich in die Tschechoslowakischen Legionen, in denen er meist in der Artillerie diente und eine Offiziersschule besuchte. Nachdem er an einigen Kämpfen in Zentralrussland und Sibirien teilgenommen hatte, kehrte er am 22. April 1920 in die Tschechoslowakei zurück und diente fortan in Prag als Berufsoffizier. Er wurde nach und nach befördert, befehligte verschiedene Regimente und Batterien, auch außerhalb von Prag. Ende 1926 wurde er Stabskapitän. 1929 erhielt er eine Stelle in der Artillerieabteilung des Verteidigungsministeriums, wurde zum Major befördert und 1936 zum Oberstleutnant.
Als es sich nach dem Münchner Abkommen von 1938 abzeichnete, dass die Tschechoslowakei als Staatsgebilde vernichtet werden sollte, fing Balabán an, ein geheimes Netz von vertrauenswürdigen Mitarbeitern aufzubauen, um dem entgegenzutreten. Nach der sogenannten Zerschlagung der Rest-Tschechei am 15./16. März 1939 war er im Verteidigungsministerium mit der sogenannten „Liquidation“ der tschechoslowakischen Armee beauftragt. Das ermöglichte es ihm, zuverlässige und glaubwürdige Militärangehörige in solchen (zivilen) Stellen unterzubringen, die dem späteren Bedarf der bereits vorbereiteten Widerstandsgruppe Obrana národa entsprechen würden. Um sich noch besser tarnen zu können, gelang es ihm, sich pensionieren zu lassen.

## Widerstand

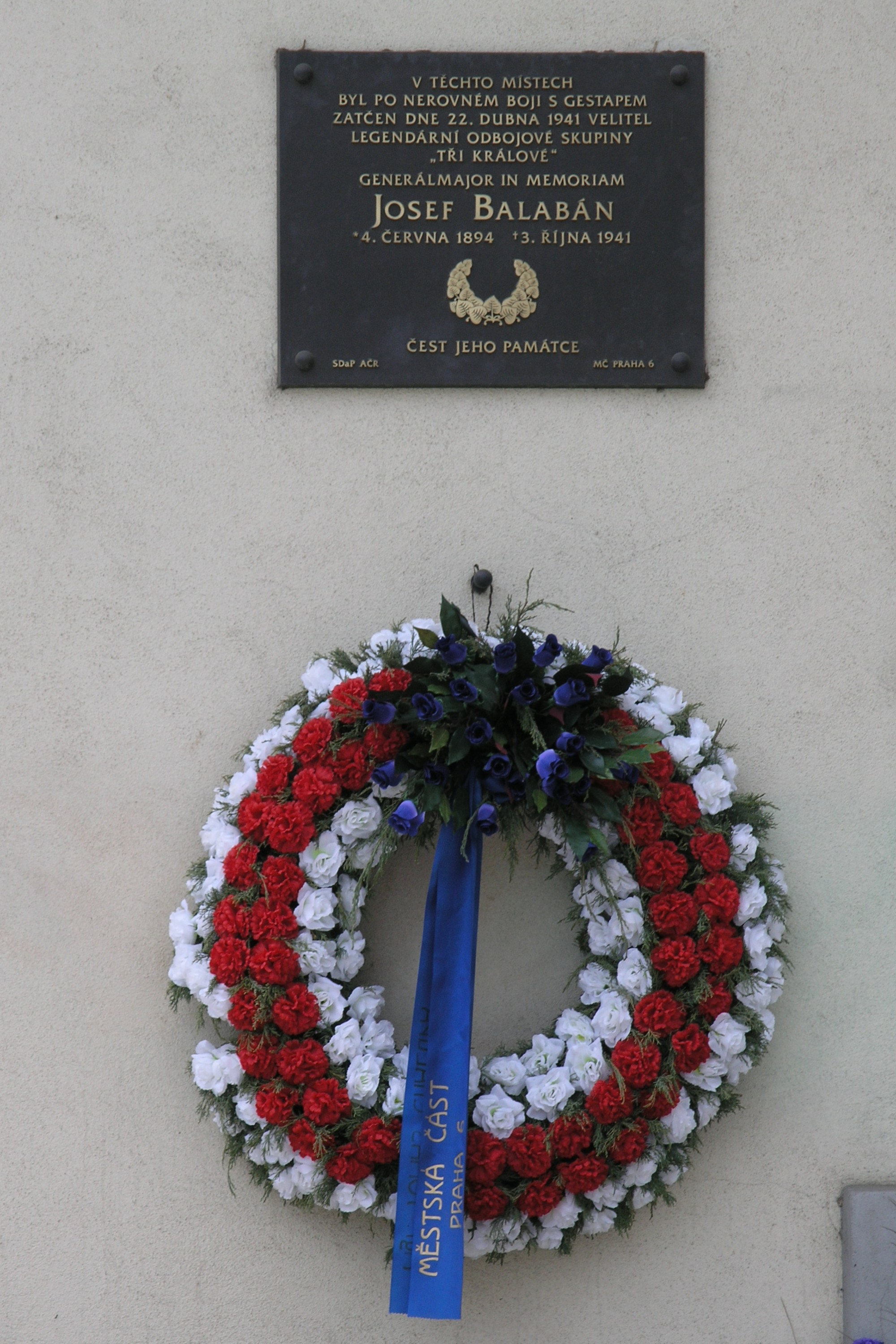
Gedenktafel für Josef Balabán in Prag

Josef Balabán wurde zu einem der agilsten Organisatoren des inneren Widerstandes im Protektorat, insbesondere der Gruppe Obrana národa. Im Sommer 1939 stieß er zu deren Führungsgruppe und knüpfte Kontakte zu Josef Mašín und Václav Morávek, mit denen er bald die Gruppe Tři králové (Drei Könige) gründete, eine Art selbständige Sonderabteilung für besondere Aufgaben. Nach der Gründung der als Dachorganisation des Tschechoslowakischen Widerstands gedachten Gruppe ÚVOD wurde Balabán dort als Vertreter der Obrana národa entsandt.
Balabán war verantwortlich vor allem für die nachrichtendienstliche Tätigkeit, hier insbesondere auch für die Übermittlung der erlangten Informationen an die Tschechoslowakische Exilregierung in London. Diese Informationen stammten nicht nur von der Obrana národa, sondern auch von anderen Widerstandsgruppen, ein Teil dann von Paul Thümmel, dem berühmten Doppelspion „A 54“, der auch als Agent des militärischen Nachrichtendienstes der Tschechoslowakei arbeitete und Kontakte zum Widerstand hatte. Die konkrete Übermittlung der Informationen oblag František Peltán, der als Radiotelegrafist sowohl für die Gruppe Tři králové wie auch Obrana národa tätig war und mithilfe der Sender Sparta I und Sparta II nach London funkte. Peltán wurde für den Aufbau und die Aufrechterhaltung des Betriebes des Senders Sparta II persönlich von Balabán engagiert.:255
Balabán, der laufend Kontakte zu anderen Widerstandsgruppen suchte, geriet dabei an einen Gestapo-Konfidenten. Am 22. April 1941 abends wurde er in Prag verhaftet. Trotz brutaler Verhöre verriet er keine Namen. Durch ein Standgerichtsurteil wurde er zum Tode verurteilt und am 3. Oktober 1941 hingerichtet.

## Auszeichnungen, Ehrungen
- Tschechoslowakisches Kriegskreuz 1914–1918
- Tschechoslowakisches Kriegskreuz 1939
- Russischer Orden des Heiligen Georg
- Orden der Krone von Jugoslawien

und andere.
1946 wurde Josef Balabán zum Oberst befördert, 1947 zum Brigadegeneral und 2005 zum Generalmajor.
Einer der Operationsschwerpunkte der Tätigkeit der Gruppe Tři králové war auch der Stadtteil Prag 6, wo unter anderem Balabán auch verhaftet wurde. 2012 verlieh der Stadtteil allen drei Widerstandskämpfern der Gruppe Tři králové die Ehrenbürgerschaft.